# 阿潘雷河 (庫魯尚河支流)
阿潘雷河（烏克蘭語：Апанли），是烏克蘭的河流，位於該國東南部扎波羅熱州，屬於庫魯尚河的支流，河道全長13公里，流域面積68.1平方公里，發源自博格達尼夫卡。